# Swiftsure-Klasse (1904)
Die Swiftsure-Klasse war eine Klasse von zwei Schlachtschiffen (Einheitslinienschiff), die Anfang des 20. Jahrhunderts für die chilenische Marine gebaut wurden. Beide Schiffe wurden 1903 noch vor Fertigstellung von der Royal Navy übernommen.

## Geschichte
In der zweiten Hälfte des Jahres 1901 standen Chile und Argentinien kurz vor dem Ausbruch eines Krieges. Chile war wegen der mangelnden Fähigkeiten der eigenen Marine zur Bekämpfung der Geschützten Kreuzer Rivadavia und Moreno besorgt, die Argentinien im Laufe des Jahres in Italien bestellt hatte. Der ehemalige DNC Edward Reed, hielt sich aus gesundheitlichen Gründen zu diesem Zeitpunkt in Chile auf. Bei einem Treffen mit dem ehemaligen Präsidenten Chiles Pedro Montt wurde der Gedanke des Kaufes oder des Neubaus von zwei schnellen, stark bewaffneten Schlachtschiffen mit geringer Verdrängung diskutiert. Da der Kauf vorhandener Schiffe praktisch ausschied, wurde der Bau von zwei Schiffen in Großbritannien beschlossen. Mit den Mai-Verträgen vom 28. Mai 1902 kamen die Spannungen beider Länder zu einem Ende und aufgrund finanzieller Probleme sahen sich sowohl Argentinien als auch Chile dazu gezwungen, ihre Schiffe zum Verkauf auszuschreiben. Um einen Verkauf an Russland zu verhindern, schritt Großbritannien ein und übernahm die beiden noch nicht fertiggestellten chilenischen Schiffe am 3. Dezember 1903 für 2.432.000 £. Obwohl sie für ihre Verdrängung stark bewaffnet waren und über einen sehr starken Antrieb verfügten, wurden sie allgemein als nicht ganz zufriedenstellend für die Royal Navy angesehen, da das Kaliber der Hauptbewaffnung unter den bestehenden Standards für britische Schlachtschiffe lag und die Geschwindigkeit für jegliche Art von Kreuzertätigkeit zu langsam war. Nach einem vom DNC in Auftrag gegebenen Bericht, in dem die jeweiligen Schiffsbauer gefragt wurden, welche Anforderungen erfüllt werden müssten, um die Schiffe mit den bestehenden Großschiffen in Einklang zu bringen, mussten nur geringfügige Änderungen vorgenommen werden.

## Technik
Die Schiffe hatten eine Gesamtlänge von 145 m, eine Breite von 21,70 m und einen Tiefgang von 7,50 m. Die Verdrängung lag zwischen 12.177 t und 13.858 t. Die Besatzungen bestanden aus 729 Offizieren und Mannschaften.

### Antrieb
Die Schiffe waren mit zwei Vierzylinder-Verbunddampfmaschinen ausgestattet, die jeweils eine Welle antrieben und insgesamt 12.500 Shp (9.194 kW) entwickelten, mit denen sie eine Höchstgeschwindigkeit von 19 Knoten (35 km/h) erreichte. Der Dampf wurde von zwölf Yarrow-Wasserrohrkesseln geliefert. Die Schiffe konnten maximal 2.081 t Kohle mitführen, was ihnen bei 10 Knoten (19 km/h) eine Reichweite von 6210 Seemeilen (11500 km) ermöglichte.

### Bewaffnung
Die Hauptbewaffnung bestand aus vier 254-mm-Geschützen in zwei Zwillingsgeschütztürmen, je einem vor und hinter den Aufbauten. Die 254-mm-Geschütze waren auf Mk-BV-Lafetten mit einem Seitenrichtbereich von −150 bis +150 Grad montiert. Die Kanonen selbst wogen 31,5 t und hatten bei einer maximalen Elevation von 13,5° und einer Mündungsgeschwindigkeit von 810 m/s eine Reichweite von 13.530 m. Sie verschossen 227 kg schwere Granaten mit einer Kadenz von etwa zwei Schuss pro Minute. Die Sekundärbewaffnung bestand aus vierzehn 191-mm-Geschützen, von denen zehn in einer zentralen Batterie auf dem Hauptdeck zusammengefasst waren. Die anderen vier befanden sich in Kasematten neben dem Vor- und Großmast auf dem Oberdeck. Die Geschütze befanden sich auf Mk-IV-Einzellafetten mit einem Seitenrichtbereich von −80 bis +80°. Sie hatten bei einer maximalen Elevation von +15° und bei einer Mündungsgeschwindigkeit von 862 m/s eine Reichweite von 13.100 m. Sie verschossen 91 kg schwere Granaten mit einer Kadenz von fünf bis sechs Schuss pro Minute. Zum Schutz gegen Torpedoboote war das Schiff mit vierzehn 76-mm-Schnellfeuerkanonen ausgestattet. Außerdem hatte das Schiff zwei 450-mm-Unterwasser Torpedorohre, eines auf jeder Breitseite. Der Munitionsvorrat für die 254-mm-Geschütze betrug 216 panzerbrechende Granaten, davon 126 (AP shot capped) und 144 nicht panzerbrechende Granaten. Für die 191-mm-Kanonen standen 1260 panzerbrechende Granaten zur Verfügung, davon 525 (AP shot capped) und 840 nicht panzerbrechende.

### Panzerung
Die Schiffe hatten einen Panzergürtel aus Krupp-Zementstahl. Er erstreckte sich vom Bug bis zum Ruder achtern. Mittschiffs war er 178 mm dick und verjüngte sich nach vorn und achtern auf 76 mm. Am Bug schütze er den Rammdorn und nach achtern schloss er mit einem 152 mm starken Querschott ab. Der obere Plankengang war mittschiffs ebenfalls 177 mm dick und verlief zwischen Ober- und Hauptdeck von der vorderen Barbette bis zur hinteren Barbette. Die 152 mm starken Schotten verliefen schräg nach innen von den vorderen und hinteren Enden der Seitenpanzerung der Batterie zu den Außenflächen der Barbetten. Innerhalb der Batterie waren in Längsrichtung 25 mm starke Schutzschilde entlang der Mittellinie und drei Querschilde zwischen den Geschützen angebracht
Die Kasematten des Oberdecks waren ebenfalls durch 178 mm an der Front und an den Seiten sowie durch 76 mm starke Panzerung an der Rückseite geschützt. Die Panzerung der Geschütztürme war an der Front 229 mm und an den Seiten 203 mm dick. Ihre Dächer waren 50 mm dick und die Visierhaube, welche die Kanoniere schützte, war 38 mm dick. Oberhalb des Oberdecks waren die Barbetten an der Front mit 254 mm und auf der Rückseite mit 203 mm Panzerung geschützt. Die Panzerung des Kommandoturms war an der Vorderseite 279 mm und an der Rückseite 203 mm stark. Die Deckspanzerung innerhalb der zentralen Zitadelle war zwischen 25 und 38 mm dick. Außerhalb der Zitadelle war das Unterdeck 76 mm dick und verlief schräg zur Unterseite der Gürtelpanzerung.

## Schiffe
Swiftsure
- 26. Februar 1902 Kiellegung
- 12. Januar 1903 Stapellauf
- 21. Juni 1904 Indienststellung

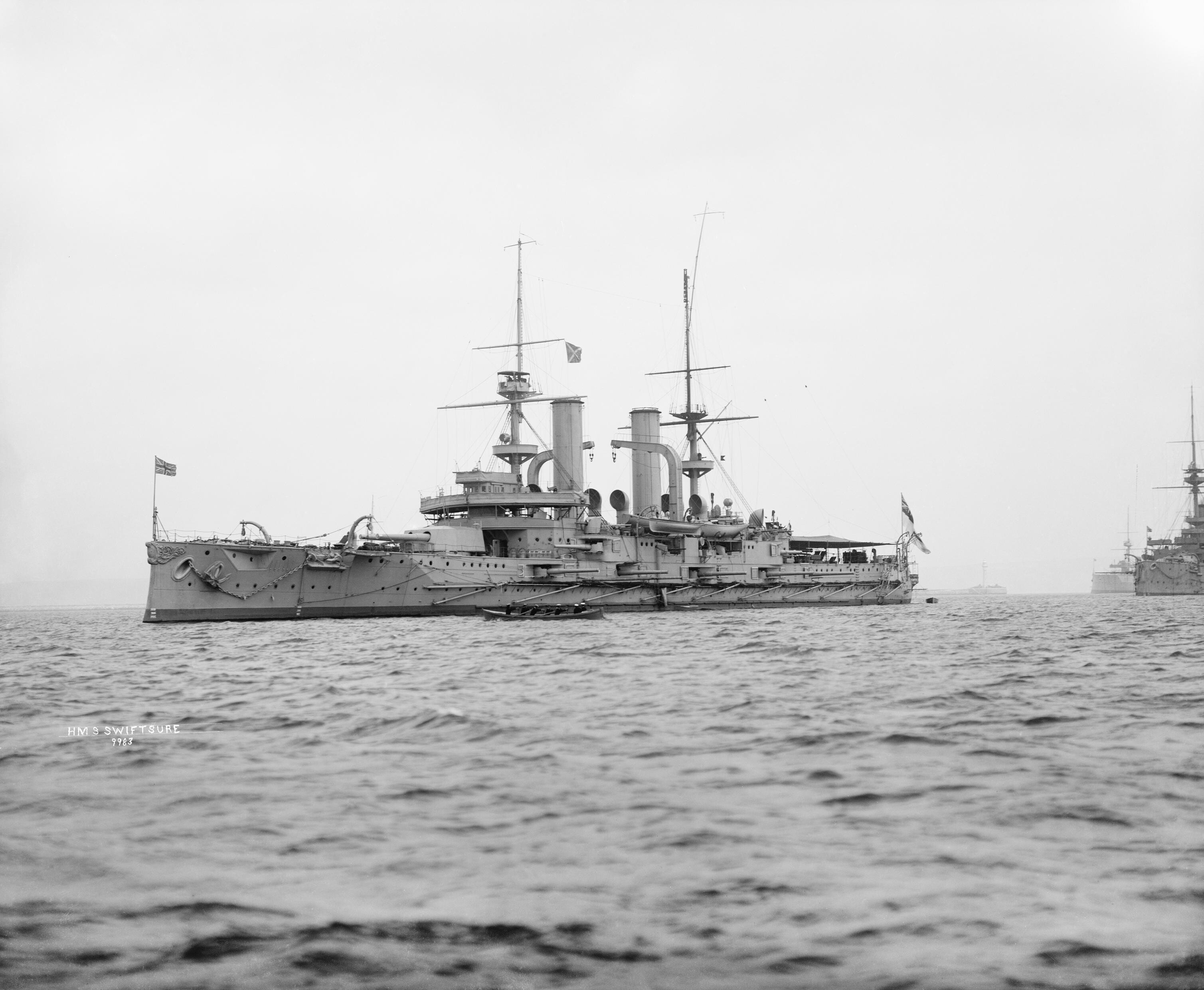
Die Swiftsure, vor 1914

- Juni 1904 – Januar 1905 Home Fleet
- Januar 1905 – Oktober 1908 Channel Fleet
- 7. Oktober – April 1909 Reserve Portsmouth
- 6. April 1909 – Mai 1912 Mittelmeerflotte
- 8. Mai 1912 – März 1912 3. Schlachtgeschwader Home Fleet
- 26. März 1913 – Februar 1915 East Indies Station
- Februar 1915 – Februar 1916 Dardanellengeschwader
- Februar 1916 – März 1917 Atlantic Patrol
- April 1917 – Oktober 1918 Reserve
- 18. Juni 1920 zum Abwracken verkauft[8]

Triumph
- 26. Februar 1902 Kiellegung

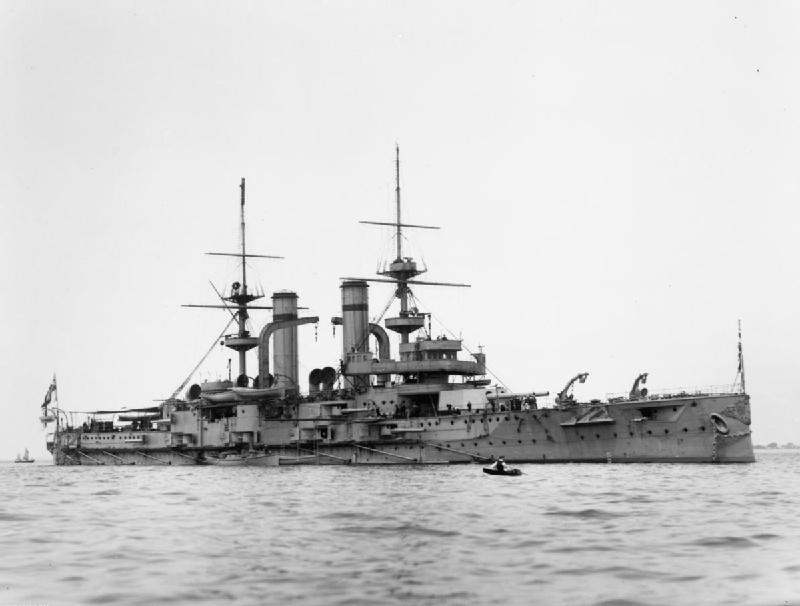
Die Triumph, vor 1914

- 15. Januar 1903 Stapellauf 21. Juni 1904 Indienststellung
- Juni 1904 – Januar 1905 Home Fleet
- Januar 1905 – April 1909 Kanalflotte
- 6. April – Mai 1912 Mittelmeerflotte
- Mai 1912 – August 1913 Home Fleet
- 28. August 113 – Januar 1915 China Station
- 23. August 1914 – November 1914 2. Flotte Kaiserliche Japanische Marine
- Februar 1915 – Mai 1915 Dardanellen
- 25. Mai 1915 versenkt durch U21[9]